# WAVE!!〜サーフィンやっぺ!!〜
『WAVE!!〜サーフィンやっぺ!!〜』（ウェイブ サーフィンやっぺ）は、MAGES.によるメディアミックス作品。

## あらすじ
1年間に海岸を洗い続ける大きな波のある、茨城県大洗町育ちの主人公・陽岡マサキは、転校生であり王子であるかのような秋月ショウに出会った。2人は、一枚の板を挟み地球を対峙していくといったサーフィンという究極的なスポーツを知った。少年たちは、波乗りの魅力へと取り憑かれ、終わりのないストーリーが、幕を開けようとする。

## 登場人物

### 主要人物
陽岡 マサキ（ひなおか マサキ）
声 - 前野智昭
本作の主人公。茨城県大洗町育ち。
友人となったショウの趣味を付き合う形でサーフィンを始めたことを機にその虜になった。
生まれつきのバランス感覚を持ち上達するが、泳ぐのが苦手であることから、コーギーと呼ばれることもある。
秋月 ショウ（あきつき しょう）
声 - 小笠原仁、青山玲菜（少年期）
転校生。礼儀が正しく、容姿端麗かつ成績優秀であり、スポーツも万能である。大切にしているのは美しい自身の母親。
サーフィンにのめり込み、折り紙付きの実力で、日本を代表するサーファーへの道を注目されている。
田中 ナル（たなか ナル）
声 - 中島ヨシキ
日本人の父とハワイアンの母の間に生まれたハーフ。父は地球物理学の研究者。
マサキとは家族同士の付き合いにより幼馴染に当たる。
海およびウクレレを趣味としており、毎日登校前には波に乗り、ショウが来た後にマサキもサーフィンを始めたことをきっかけに、早朝の海を3人で通っている。
厳名 コウスケ（いわな こうすけ）
声 - 佐藤拓也、西川舞（少年期）
以前は野球少年であったが、肘を壊したことから野球への道を断念したが、サーフィンを知ってからサーファーの頂点を目指そうとする。
ユータと海で知り合い、信頼関係が強く結ばれることになった。
松風 ユータ（まつかぜ ユータ）
声 - 白井悠介、集貝はな（少年期）
サーフショップを経営する両親の下で生まれた。幼少期からサーフィンを当然のようにしていた。
収集したデータを可視化した上で物理を効率的に改善していくことを喜びとして見出している。
木戸 ナオヤ（きど なおや）
声 - 土岐隼一
大分県の田舎在住。オタク趣味であるが、深夜アニメをリアルタイムで見ることができないことを悩みとしている。
やることことが他にないことからサーフィンを続けたが、大会開催で都会に行けばアニメを見られることに気づいたことを機に、積極的に大会に参加する。
フケ 倫道（フケ りんどう）
声 - 岡本信彦
日本において最高のサーファーと呼ばれており、その絶対王者。
集中力が凄まじく、一流のトレーニングで磨き上げた肉体によってサーフィンが描かれ、それを見た人は圧倒していく。
森 ウィリアム聡一郎（もり ウィリアムそういちろう）
声 - 森久保祥太郎
深くサーフィンを愛し、サーフィンを愛する人も愛する。
ワールドクラスである資産家の一族に参列している。

### その他
五洋ハヤミチ
声 - 鳥海浩輔
ショウの兄。
陽岡 サクラ（ひなおか サクラ）
声 - 浜崎奈々
マサキの妹。ショウに一目惚れしてしまう。
マサキの母親
声 - 中村慈
イソキチ
声 - 最上嗣生
陽岡家のペット。犬種はコーギー。
祥子（しょうこ）
声 - 嶋村侑　
大洗のサーフショップ のファンタジーアイランドの店員。
店長
声 - 安元洋貴
ファンタジーアイランドの店長。
タダオ
声 - 保村真
伝説のシェイパー。マサキは彼の家で下宿する事になる。
みるる
声 - 斎藤千和
魔法少女アニメの主人公。バディで同級生の幼馴染みのまぃまぃ（声 - 釘宮理恵）と活躍する。

## アニメ
2020年10月に3部作として劇場上映された。第1章が2日、第2章が16日、第3章が30日に、それぞれ公開された。
2021年1月から3月までテレビアニメがテレビ東京ほかにて放送された。

### スタッフ
- 原作・音楽制作 - MAGES.[3]
- 監督 - 尾崎隆晴[3]
- シリーズ構成 - 筆安一幸[3]
- キャラクター原案 - さらちよみ[3]
- キャラクターデザイン - 岩佐とも子[3]
- 総作画監督 - 岩佐とも子[3]、池田結姫[3]
- プロップデザイン - 小野可奈子[3]
- アクション作画監督 - 藤井文乃[3]
- エフェクト作画監督 - 才木康寛[3]、星野車蜂[3]
- 色彩設計 - 舘絵美子[3]
- 美術監督 - 荒井和浩[3]
- 3DCGディレクター - 吉安徹
- 撮影監督 - 長谷川奈穂[3]
- 編集 - 本田優規[3]
- 音楽 - 土橋安騎夫[3]
- 音楽プロデューサー - 高井麗
- 音響監督 - 横田知加子[3]
- 音響制作 - デルファイサウンド[3]
- CGアニメーション制作 - QREAZY[3]
- プロデューサー - 吉田雄哉、奈良初男、尾立絵利子
- アニメーションプロデューサー - 河内山隆
- アニメーション制作 - 旭プロダクション[3]
- 製作 - アニメWAVE!!製作委員会[7]

### 主題歌
オープニングテーマおよびエンディングテーマの歌唱は陽岡マサキ（前野智昭）、秋月ショウ（小笠原仁）、田中ナル（中島ヨシキ）、厳名コウスケ（佐藤拓也）、松風ユータ（白井悠介）、木戸ナオヤ（土岐隼一）、フケ倫道（岡本信彦）、森ウィリアム聡一郎（森久保祥太郎）によるユニット「波乗りボーイズ」が担当する。
「伝説のサーフプリンス」
劇場版オープニングテーマ。作詞・作曲は志倉千代丸、編曲はYocke。
「BEAT BLUE BEAT」
劇場版第一章エンディングテーマ。作詞・作曲はMIKOTO、編曲は久下真音。歌は陽岡マサキ（前野智昭）、秋月ショウ（小笠原仁）、田中ナル（中島ヨシキ）によるユニット「オオアライトライ」。
「波の向こう」
劇場版第二章エンディングテーマ。作詞はMASAYA、作曲・編曲は豊田健甫。歌は厳名コウスケ（佐藤拓也）、松風ユータ（白井悠介）、木戸ナオヤ（土岐隼一）によるユニット「mmm」。
「SURFDAYS」
劇場版第三章エンディングテーマ。日本サーフィン連盟公認のサーフィン応援ソングとしても起用された。作詞は藤林聖子、作曲はno_my、編曲はYocke。
「刺激サーファーボーイ!」
テレビ版オープニングテーマ。作詞・作曲は志倉千代丸、編曲はYocke。
「One more chance, One Ocean」
テレビ版エンディングテーマ。作詞は藤林聖子、作曲はno_my、編曲は久下真音。
「BFF〜Best Friends Forever〜」
テレビ版第1話エンディングテーマ。作詞は藤林聖子、作曲はno_my、編曲は久下真音。歌はオオアライトライ。

### 各話リスト
| 話数   | サブタイトル             | 脚本     | 絵コンテ       | 演出     | 作画監督                                                         | 初放送日       |
| ------ | ------------------------ | -------- | -------------- | -------- | ---------------------------------------------------------------- | -------------- |
| 第1波  | サーフィンやっぺ!!       | 筆安一幸 | 尾崎隆晴       | 尾崎隆晴 | 荻原みちる 水竹修治                                              | 2021年 1月12日 |
| 第2波  | 海が教えてくれる         | 筆安一幸 | 上田繁         | 鈴木芳成 | 栗田聡美 藤井文乃 柳瀬譲二 島崎克実                              | 1月19日        |
| 第3波  | 初めての大会             | 筆安一幸 | 松浦直紀       | 松浦直紀 | 渡辺浩二 橋本航平 大滝那佳 森あおい                              | 1月26日        |
| 第4波  | The Endless Summer       | 筆安一幸 | 尾崎隆晴       | 尾崎隆晴 | 加藤真人 重國浩子 和田勝之 森あおい 大滝那佳 笛木優奈            | 2月2日         |
| 第5波  | あの波を越えて           | 筆安一幸 | ヤマサキオサム | 大塚隆寛 | 荻原みちる 島崎克実 大滝那佳 森あおい 藤井文乃 笛木優奈          | 2月9日         |
| 第6波  | 湘南マジック！           | 井上美緒 | おざわかずひろ | 飯村正之 | 岩佐とも子 和田勝之 柳瀬譲二 菊川孝司 島崎克実 藤井文乃 栗田聡美 | 2月16日        |
| 第7波  | 波間を漂う心             | 笹野恵   | 上田繁         | 上田繁   | 重國浩子 久保山陽子 松岡秀明                                     | 2月23日        |
| 第8波  | ボクの守護神             | 笹野恵   | 松浦直紀       | 松浦直紀 | 橋本航平 大滝那佳 森あおい 笛木優奈                              | 3月2日         |
| 第9波  | フォレストカップin釣ヶ崎 | 笹野恵   | 細川ヒデキ     | 大塚隆寛 | 大塚あきら 柳瀬譲二 久保山陽子 荻原みちる 栗田聡美               | 3月9日         |
| 第10波 | No rain, no rainbow      | 井上美緒 | 高橋亨         | 鈴木芳成 | 重國浩子 島崎克実 大滝那佳 小林史緒里 栗田聡美 藤井文乃          | 3月16日        |
| 第11波 | Show must go on!!        | 井上美緒 | オグロアキラ   | 飯村正之 | 岩佐とも子 丸英男 和田勝之 島崎克実 蒼依ふたば 森田実 笛木優奈   | 3月23日        |
| 第12波 | Big WAVEs!!              | 筆安一幸 | 尾崎隆晴       | 尾崎隆晴 | 藤井文乃 石堂伸晴 久保山陽子 大塚あきら 荻原みちる               | 3月30日        |

### 放送局
| 放送期間                | 放送時間                     | 放送局            | 対象地域   | 備考                      |
| ----------------------- | ---------------------------- | ----------------- | ---------- | ------------------------- |
| 2021年1月12日 - 3月30日 | 火曜 2:00 - 2:30（月曜深夜） | テレビ東京        | 関東広域圏 | 製作参加                  |
|                         |                              | テレビ大阪        | 大阪府     |                           |
|                         | 火曜 2:05 - 2:35（月曜深夜） | テレビ愛知        | 愛知県     | 製作参加                  |
|                         | 火曜 23:30 - 水曜 0:00       | AT-X              | 日本全域   | CS放送 / リピート放送あり |
| 2021年1月17日 - 4月4日  | 日曜 1:25 - 1:55（土曜深夜） | テレビ岩手        | 岩手県     |                           |
|                         | 日曜 9:30 - 10:00            | NST新潟総合テレビ | 新潟県     |                           |
| 2021年1月28日 - 4月15日 | 木曜 18:25 - 18:53           | 岐阜放送          | 岐阜県     |                           |

| 配信開始日    | 配信時間           | 配信サイト |
| ------------- | ------------------ | --- |
| 2021年1月12日 | 火曜 12:00 更新    | U-NEXT アニメ放題 dアニメストア                                                                                        |
| 2021年1月17日 | 日曜 12:00 更新    | J:COMオンデマンド スマパスプレミアム みるプラス TELASA ひかりTV FOD ニコニコチャンネル GYAO! HAPPY動画 Paravi あにてれ |
|               | 日曜 22:30 - 23:00 | ニコニコ生放送 |
| 2021年1月18日 | 月曜 19:00 更新    | TSUTAYA TV |

### BD / DVD
| 巻                | 発売日        | 収録話                       | 規格品番   | 規格品番   |
| 巻                | 発売日        | 収録話                       | BD         | DVD        |
| ----------------- | ------------- | ---------------------------- | ---------- | ---------- |
| Vol.1『大洗編』   | 2021年3月17日 | 第1話 - 第4話、劇場版第一章  | EYXA-13262 | EYBA-13256 |
| Vol.2『湘南編』   | 2021年4月21日 | 第5話 - 第8話、劇場版第二章  | EYXA-13263 | EYBA-13257 |
| Vol.3『ハワイ編』 | 2021年5月19日 | 第9話 - 第12話、劇場版第三章 | EYXA-13264 | EYBA-13258 |

| テレビ東京 火曜 2:00 - 2:30（月曜深夜） | テレビ東京 火曜 2:00 - 2:30（月曜深夜） | テレビ東京 火曜 2:00 - 2:30（月曜深夜） |
| 前番組                                  | 番組名                                  | 次番組                                  |
| --------------------------------------- | --------------------------------------- | --------------------------------------- |
| 魔王城でおやすみ                        | WAVE!!〜サーフィンやっぺ!!〜            | オッドタクシー                          |

## アプリゲーム
『WAVE!!〜波乗りボーイズ〜』のタイトルでテクロスより2021年3月1日にサービス開始。ジャンルはサーファー育成ゲーム。
サービス開始直後の3月4日から長期メンテナンスに入ったが、メンテナンスが終了しないまま同年4月6日をもってサービスを終了。翌7日より無料版を期間限定で配信。

## ラジオ

### 前野智昭・小笠原仁のWAVE!! Brilliant Time
2018年12月7日から2021年3月26日までbayfmにて金曜23時30分 - 土曜0時に放送された。
パーソナリティーは、陽岡マサキ役の前野智昭と秋月ショウ役の小笠原仁。

### Shonan the WAVE!!
2021年5月21日から、LOVE&ARTYouTubeチャンネルにて毎月第3金曜21時より配信中。また、LOVE&ART OFFICIAL FANCLUB会員限定コーナーとして「しらすの湯」も公開。
パーソナリティーは、厳名コウスケ役の佐藤拓也、松風ユータ役の白井悠介、木戸ナオヤ役の土岐隼一。